# Linus Feldt
Ebbe Linus Feldt, född 27 maj 1969 i Västra Skrävlinge församling i dåvarande Malmöhus län, är en svensk spel- och apputvecklare samt företagsledare.

## Biografi
Linus Feldt är son till styrmannen Carsten Feldt och författaren Anna Wahlgren. Han är nummer fem i moderns barnaskara på nio och yngre helbror till författaren Felicia Feldt. Bland halvsyskonen märks litteraturvetaren Sara Danius och författaren Eleonora von Essen. Vidare är han dotterson till byggmästaren Harry Karlsson samt systerson till fotografen Stig T. Karlsson och byggmästaren Sven-Harry Karlsson.
I unga år utvecklade Feldt datorspel åt förlaget Gammafon och drev företaget Bajoum Interactive innan han 2010 grundade Filimundus för att skapa fler barnmedier med svenska figurer i en virtuell värld. Arbetet innefattar samarbete med upphovspersoner som Sven Nordqvist och hans Pettson och Findus, Ulf Löfgren med Ludde och hans vänner, Jujja Wieslander med Mamma Mu och Astrid Lindgren AB med bland andra Pippi Långstrump. I egenskap av verkställande direktör för Filimundus införde han 2014 sex timmars arbetsdag och han har uppgett att personalen hinner med lika mycket under den förkortade arbetstiden.
Feldt är ordförande i Svenska Datorspelsinstitutet.
Feldt har två barn tillsammans med filmproducenten Anna Knochenhauer, en dotter född 2006 och en son född 2008.